# Dendrobium rugulosum
Dendrobium rugulosum är en orkidéart som beskrevs av Johannes Jacobus Smith. Dendrobium rugulosum ingår i släktet Dendrobium, och familjen orkidéer. Inga underarter finns listade i Catalogue of Life.